# Hojjatabad, Anbarabad
Hojjatabad (în persană حجت آباد, romanizat și ca asojjatābād; cunoscut și sub numele de „Emādābād)  este un sat din districtul rural Aliabad, în districtul central al județului Anbarabad, provincia Kerman, Iran. La recensământul din 2006, populația sa era de 695 de locuitori, în 156 de familii.